# Соколов, Владимир Ильич
Влади́мир Ильи́ч Соколо́в (1913 или 1915 — неизвестно) — советский футболист, нападающий.
В 1937—1940 годах играл за московский «Буревестник», в 72 играх забил 19 мячей, в том числе в 1938 году 8 мячей в 25 играх в чемпионате СССР. Тренировал юношеские футбольные и хоккейные команды «Буревестника».